# Nuts Panic! - Voglio crescere subito!
Nuts Panic! - Voglio crescere subito! (おとなにナッツ?, Otona ni nattsu) è un manga di Haruka Fukushima, serializzato in Giappone dal 2000 al 2002 sul mensile Nakayoshi della casa editrice Kōdansha. In Italia è stato pubblicato nel 2005 da Play Press Publishing.
Nel 2009 la serie ha avuto un seguito in un solo volume, Otona ni Nuts 2 (おとなにナッツ2?), con diversi personaggi: la nuova storia, che vede protagonista la piccola Niko, è parte dei festeggiamenti per il cinquantacinquesimo anniversario della rivista Nakayoshi, che l'ha pubblicata nel numero di gennaio, ed è inedita in Italia. Il primo racconto è stato pubblicato nel numero estivo di Nakayoshi Lovely per commemorare il decimo anno di debutto dell'autrice, il secondo nel numero autunnale e il terzo nel numero di gennaio 2009 di Nakayoshi.

## Trama
Natsumi Kawashima è una bambina di undici anni che desidera diventare il prima possibile una donna adulta sexy e affascinante. Un giorno il suo sogno si realizza: grazie a delle speciali noccioline rosa inventate dal professor Morinomiya si trasforma in un'avvenente diciottenne. Insieme all'amico d'infanzia Asuma, segretamente innamorato di lei, Natsumi vive da quel momento avventure divertenti e spesso imbarazzanti, dovute sia alla durata di sole otto ore delle noccioline, che fanno tornare Natsumi bambina nei momenti più inopportuni, sia all'atteggiamento provocante tenuto dalla ragazza.

## Personaggi
Natsumi Kawashima (川島夏海?, Kawashima Natsumi)
La protagonista femminile, è una bambina di 11 anni che desidera con tutto il cuore diventare adulta. È amica d'infanzia e vicina di casa di Asuma, per il quale nell'ultimo volume scopre di provare dei sentimenti. Dieci anni dopo si sposano.
Asuma Yoneyama (米山遊馬?, Yoneyama Asuma)
Coetaneo di Natsumi, della quale è innamorato e molto geloso, è suo amico d'infanzia e vicino di casa. Cerca sempre d'impedire a Natsumi di mangiare le noccioline e mettersi dei guai, spesso senza successo. Nell'ultimo volume si trasferisce a Hiroshima a causa del lavoro del padre: Natsumi capisce così i sentimenti che prova per lui, lo raggiunge nella nuova città e si dichiara. I due si sposano dieci anni dopo.
Yunosuke Morinomiya (森ノ宮勇之助?, Morinomiya Yūnosuke)
Professore d'ingegneria genetica all'università, viene spesso scambiato per una donna ed è l'inventore delle noccioline rosa per crescere: inizialmente, affinché abbiamo effetto, bisogna aspettare qualche ora, poi riesce a far diventare la trasformazione in adulto istantanea, ma sempre della durata di otto ore a nocciolina. Nel corso della serie ne inventa anche altre per diventare piccoli, calmarsi e scambiarsi il corpo. Si sposa con l'amica d'infanzia Shinobu, una scienziata sua rivale.
Shinobu Nanao (七尾忍?, Nanao Shinobu)
Professoressa e amica d'infanzia di Yunosuke, viene spesso scambiata per un maschio; vive in Brasile, ma nel volume 3 torna in Giappone. È a conoscenza del segreto delle noccioline e ingaggia con Natsumi una gara per vedere chi di loro è la più bella. All'inizio del quarto volume sposa Yunosuke.

## Manga
| Nº | Titolo italiano Giapponese 「Kanji」 - Rōmaji               | Data di prima pubblicazione         | Data di prima pubblicazione |
| Nº | Titolo italiano Giapponese 「Kanji」 - Rōmaji               | Giapponese                          | Italiano                    |
| 1  | Nuts Panic! - Voglio crescere subito! 1 「おとなにナッツ1」 | 3 marzo 2001 ISBN 4-06-178958-9     | 30 giugno 2005              |
| 1  | Capitoli Extra: Fortune☆Cake                                |                                     |                             |
| 2  | Nuts Panic! - Voglio crescere subito! 2 「おとなにナッツ2」 | 3 agosto 2001 ISBN 4-06-178967-8    | 30 agosto 2005              |
| 3  | Nuts Panic! - Voglio crescere subito! 3 「おとなにナッツ3」 | 26 dicembre 2001 ISBN 4-06-178980-5 | 30 ottobre 2005             |
| 4  | Nuts Panic! - Voglio crescere subito! 4 「おとなにナッツ4」 | 3 luglio 2002 ISBN 4-06-178993-7    | 30 dicembre 2005            |
| 4  | Capitoli Extra: Un bacio alla ciliegia                      |                                     |                             |